# Raddusa
Raddusa is een gemeente in de Italiaanse provincie Catania (regio Sicilië) en telt 3433 inwoners (31-12-2004). De oppervlakte bedraagt 23,3 km², de bevolkingsdichtheid is 147 inwoners per km².

## Geografie
De gemeente ligt op ongeveer 350 m boven zeeniveau.
Raddusa grenst aan de volgende gemeenten: Aidone (EN), Assoro (EN), Piazza Armerina (EN), Ramacca.